# Пердиган (Минас-Жерайс)
Пердиган (порт. Perdigão) — муниципалитет в Бразилии, входит в штат Минас-Жерайс. Составная часть мезорегиона Запад штата Минас-Жерайс. Входит в экономико-статистический микрорегион Дивинополис. Население составляет 6565 человек на 2006 год. Занимает площадь 249,845 км². Плотность населения — 26,3 чел./км².

## История
Город основан 12 декабря 1953 года.

## Статистика
- Валовой внутренний продукт на 2003 год составляет 37 436 073,00 реалов (данные: Бразильский институт географии и статистики).
- Валовой внутренний продукт на душу населения на 2003 год составляет 6065,47 реалов (данные: Бразильский институт географии и статистики).
- Индекс развития человеческого потенциала на 2000 год составляет 0,794 (данные: Программа развития ООН).